# Dél-Korea nemzeti kincsei
Dél-Korea nemzeti kincsei (hangul: 대한민국의 국보, Tehan Mingugi Kukpo, handzsa: 大韓民國 國寶, RR: Daehanmingugui Gukbo) a kulturális örökség megőrzésére létrehozott program része, melynek keretében az ország megőrzésre érdemes tárgyi örökségét kívánják védeni. „Nemzeti kincsként” olyan épületeket, műtárgyakat, történelmi dokumentumokat, régészeti leleteket tartanak számon, amelyek kiemelkedő fontossággal bírnak az „emberi kultúra számára”. A nemzeti kincseket, valamint a többi kulturális örökséget a Kulturális Örökségvédelmi Hivatal (대한민국 문화재청, Tehan Minguk Munhva Csecshong) felügyeli, a védelmet pedig az 1999-es kulturális örökségvédelmi törvény biztosítja.

## Nemzeti kincsek listája
A nemzeti kincsek számozása a védelem alá kerülési sorrendet jelenti és nem fontossági sorrendet jelöl.

### 1–100
| #    | Kép | Név (hangul, magyaros) | Hely | Felvétel           | Hiv.                                                            |
| ---- | --- | --- | --- | ------------------ | --------------------------------------------------------------- |
| 1.   |     | Namdemun (서울 숭례문 Szoul Szungnjemun) | Csung, Szöul (서울 중구 세종대로 40 (남대문로4가)                                                                      | 1962. december 20. |                                                                 |
| 2.   |     | Vongaksza pagoda (서울 원각사지 십층석탑 Szoul Vongakszadzsi sipcsung szokthap) | Thapkol park, Csongno-ku, Szöul (서울 종로구 종로 99 (종로2가)                                                         | 1962. december 20. |                                                                 |
| 3.   |     | Pukhanszan-emlékmű (서울 북한산 신라 진흥왕 순수비 Szoul Pukhanszan Silla Csinhung vang szunszubi)                                                                                         | Koreai Nemzeti Múzeum, Szöul (서울 용산구 서빙고로 137, 국립중앙박물관 (용산동6가)                                     | 1962. december 20. |                                                                 |
| 4.   |     | A Kodal templom sztúpája (여주 고달사지 승탑, Jodzsu Kodalszadzsi szungthap) | Jodzsu, Kjonggi (경기 여주군 북내면 상교리 411-1)                                                                      | 1962. december 20. |                                                                 |
| 5.   |     | A Popcsu templom ikeroroszlános kőlámpása (보은 법주사 쌍사자 석등 Poun Popcsusza sszangszadzsa szoktung)                                                                                  | Poun, Észak-Cshungcshong (충북 보은군 속리산면 법주사로 379, 법주사 (사내리)                                           | 1962. december 20. |                                                                 |
| 6.   |     | Thapphjongni pagoda (충주 탑평리 칠층석탑 Cshungdzsu Thapphjongni cshilcshung szokthap) | Thapphjong község, Kagum-mjon, Cshungdzsu, Észak-Cshungcshong (충북 충주시 가금면 탑평리 11)                           | 1962. december 20. |                                                                 |
| 7.   |     | A Pongszon Hongkjongsza sztéléje (천안 봉선홍경사 갈기비 Cshonan Pongszon Hongkjongsza kalgibi)                                                                                            | Cshonan, Dél-Cshungcshong (충남 천안시 서북구 성환읍 대홍3길 77-48 (대홍리)                                            | 1962. december 20. |                                                                 |
| 8.   |     | Nanghje pap emlékműve a Szongdzsu templomban (보령 성주사지 낭혜화상탑비 Porjong Szongdzsuszadzsi Nanghjehvaszang thappi)                                                                  | Porjong, Dél-Cshungcshong (충남 보령시 성주면 성주리 80-4)                                                             | 1962. december 20. |                                                                 |
| 9.   |     | A Csongnimsza ötemeletes kőpagodája (부여 정림사지 오층석탑, Pujo Csongnimszadzsi ocshung szokthap)                                                                                        | Pujo, Dél-Cshungcshong (충남 부여군 부여읍 동남리 254)                                                                 | 1962. december 20. |                                                                 |
| 10.  |     | A Pekcsangam remetelak háromszintes pagodája (남원 실상사 백장암 삼층석탑 Namvon Silszangsza Pekcsangam szamcshung szokthap)                                                               | Silszang templom, Namvon, Észak-Csolla (전북 남원시 산내면 대정리 975)                                                 | 1962. december 20. |                                                                 |
| 11.  |     | Miruksza kőpagoda (익산 미륵사지 석탑 Ikszan Mirukszadzsi szokthap) | Ikszan, Észak-Csolla (전북 익산시 금마면 기양리 97)                                                                    | 1962. december 20. |                                                                 |
| 12.  |     | Kőlámpás a Hvaom templom Kakhvangdzson csarnoka előtt (구례 화엄사 각황전 앞 석등 Kurje Hvaomsza Kakhvangdzson ap szoktung)                                                                | Kurje, Dél-Csolla (전남 구례군 마산면 화엄사로 539, 화엄사 (황전리)                                                    | 1962. december 20. |                                                                 |
| 13.  |     | A Muü templom Kungnakpodzson csarnoka (강진 무위사 극락보전 Kangdzsin Muüsza Kungnakpodzson)                                                                                               | Kangdzsin, Dél-Csolla (전남 강진군 성전면 무위사로 308, 무위사 (월하리)                                                | 1962. december 20. |                                                                 |
| 14.  |     | Az Unhe templom Kodzsoam remetelakjának Jongszandzson csarnoka (영천 은해사 거조암 영산전 Jongcshon Unhesza Kodzsoam Jongszandzson)                                                        | Jongcshon, Észak-Kjongszang (경북 영천시 청통면 거조길 400-67, 은해사 거조암 (신원리)                                  | 1962. december 20. |                                                                 |
| 15.  |     | A Pongdzsong templom Kungnakcson csarnoka (안동 봉정사 극락전 Andong Pongdzsongsza Kungnakcson)                                                                                            | Andong, Észak-Kjongszang (경북 안동시 서후면 봉정사길 222, 봉정사 (태장리)                                             | 1962. december 20. |                                                                 |
| 16.  |     | Pophungsza hétszintes pagodája (안동 법흥사지 칠층전탑 Andong Pophungszadzsi cshilcshung csonthap)                                                                                         | Andong, Észak-Kjongszang (경북 안동시 법흥동 8-1)                                                                      | 1962. december 20. |                                                                 |
| 17.  |     | Kőlámpás a Puszok templom Murjangszudzson csarnoka előtt (영주 부석사 무량수전 앞 석등 Jongdzsu Puszoksza Murjangszudzson ap szoktung)                                                     | Jongdzsu, Észak-Kjongszang (경북 영주시 부석면 북지리 148 부석사)                                                      | 1962. december 20. |                                                                 |
| 18.  |     | A Puszok templom Murjangszudzson csarnoka (영주 부석사 무량수전 Jongdzsu Puszoksza Murjangszudzson)                                                                                        | Jongdzsu, Észak-Kjongszang (경북 영주시 부석면 북지리 148 부석사)                                                      | 1962. december 20. |                                                                 |
| 19.  |     | A Puszok templom Csoszadang csarnoka (영주 부석사 조사당 Jongdzsu Puszoksza Csoszadang) | Jongdzsu, Észak-Kjongszang (경북 영주시 부석면 부석사로 345 (북지리)                                                   | 1962. december 20. |                                                                 |
| 20.  |     | A Pulguk templom Tabothap pagodája (경주 불국사 다보탑 Kjongdzsu Pulguksza Tabothap) | Kjongdzsu, Észak-Kjongszang (경북 경주시 불국로 385, 불국사 (진현동)                                                   | 1962. december 20. |                                                                 |
| 21.  |     | A Pulguk templom Szokkathap pagodája (경주 불국사 삼층석탑 Kjongdzsu Pulguksza szamcshung szokthap)                                                                                        | Kjongdzsu, Észak-Kjongszang (경북 경주시 불국로 385, 불국사 (진현동)                                                   | 1962. december 20. |                                                                 |
| 22.  |     | A Pulguk templom „Lótuszvirág hídja” és „Hét szerencse hídja” (경주 불국사 연화교 및 칠보교 Kjongdzsu Pulguksza Jonhvagjo mit Cshilpogjo)                                                  | Kjongdzsu, Észak-Kjongszang (경북 경주시 불국로 385, 불국사 (진현동)                                                   | 1962. december 20. |                                                                 |
| 23.  |     | A Pulguk templom „Kék felhő hídja” és „Fehér felhő hídja” (경주 불국사 청운교 및 백운교 Kjongdzsu Pulguksza Cshongungjo mit Pegungjo)                                                      | Kjongdzsu, Észak-Kjongszang (경북 경주시 불국로 385, 불국사 (진현동)                                                   | 1962. december 20. |                                                                 |
| 24.  |     | Szokkuram-barlang (경주 석굴암 석굴 Kjongdzsu Szokkuram szokkul) | Kjongdzsu, Észak-Kjongszang (경북 경주시 불국로 873-243, 석굴암 (진현동)                                               | 1962. december 20. |                                                                 |
| 25.  |     | Mujol sillai király emlékműve (경주 태종무열왕릉비 Kjongdzsu Thedzsong Mujol vangnungbi)                                                                                                   | Kjongdzsu, Észak-Kjongszang (경북 경주시 서악동 844-1)                                                                 | 1962. december 20. |                                                                 |
| 26.  |     | A Pulguk templom aranyozott bronz Vairócsana szobra (경주 불국사 금동비로자나불좌상 Kjongdzsu Pulguksza kumdong Pirodzsanabul csvaszang)                                                   | Kjongdzsu, Észak-Kjongszang (경북 경주시 진현동 15 불국사)                                                             | 1962. december 20. |                                                                 |
| 27.  |     | A Pulguk templom aranyozott bronz Amitábha szobra (경주 불국사 금동아미타여래좌상, Kjongdzsu Pulguksza kumdong Amithajore csvaszang)                                                       | Kjongdzsu, Észak-Kjongszang (경북 경주시 진현동 15 불국사)                                                             | 1962. december 20. |                                                                 |
| 28.  |     | A Pengnjul templom aranyozott bronz Bhaisadzsjaguru szobra (경주 백률사 금동약사여래입상 Kjongdzsu Pengnjulsza kumdong Jakszajore ipszang)                                                 | Kjongdzsu, Észak-Kjongszang (경북 경주시 일정로 186, 국립경주박물관 (인왕동,국립경주박물관)                            | 1962. december 20. |                                                                 |
| 29.  |     | Szongdok király harangja (성덕대왕신종 Szongdok tevang sindzsong) | Kjongdzsui Nemzeti Múzeum, Kjongdzsu, Észak-Kjongszang (경북 경주시 일정로 186, 국립경주박물관 (인왕동,국립경주박물관) | 1962. december 20. |                                                                 |
| 30.  |     | A Punhvang templom kőpagodája (경주 분황사 모전석탑 Kjongdzsu Punhvangsza modzson szokthap)                                                                                                | Kjongdzsu, Észak-Kjongszang (경북 경주시 분황로 94-11, 분황사 (구황동)                                                 | 1962. december 20. |                                                                 |
| 31.  |     | Cshomszongde obszervatórium (경주 첨성대 Kjongdzsu Cshomszongde) | Kjongdzsu, Észak-Kjongszang (경북 경주시 인왕동 839-1)                                                                 | 1962. december 20. |                                                                 |
| 32.  |     | A Tripitaka Koreana táblák (합천 해인사 대장경판 Hapcshon Heinsza tedzsangkjongphan) | Hein templom, Hapcshon, Dél-Kjongszang (경남 합천군 가야면 해인사길 122, 해인사 (치인리)                               | 1962. december 20. |                                                                 |
| 33.  |     | Csinhung sillai király határlátogatásának emlékműve (창녕 신라 진흥왕 척경비 Cshangnjong Silla Csinhung vang cshokkjongbi)                                                                 | Cshangnjong, Dél-Kjongszang (경남 창녕군 창녕읍 교상리 28-1)                                                           | 1962. december 20. |                                                                 |
| 34.  |     | A szuldzsongni keleti háromszintes kőpagoda (창녕 술정리 동 삼층석탑 Cshangnjong Szuldzsongni tong szamcshung szokthap)                                                                    | Cshangnjong, Dél-Kjongszang (경남 창녕군 창녕읍 시장2길 37 (술정리)                                                    | 1962. december 20. |                                                                 |
| 35.  |     | A Hvaom templom háromszintes, oroszlános talapzatú pagodája (구례 화엄사 사사자 삼층석탑 Kurje Hvaomsza szaszadzsa szamcshung szokthap)                                                    | Kurje, Dél-Csolla (전남 구례군 마산면 화엄사로 539 (황전리))                                                           | 1962. december 20. |                                                                 |
| 36.  |     | A Szangvon templom bronzharangja (상원사 동종 Szangvonsza tongdzsong) | Phjongcshang, Kangvon (강원 평창군 진부면 오대산로 1211-50, 상원사 (동산리)                                            | 1962. december 20. |                                                                 |
| 37.  |     | A Hvangbok templom háromszintes kőpagodája (경주 황복사지 삼층석탑 Kjongdzsu Hvangbokszadzsi szamcshung szokthap)                                                                          | Kjongdzsu, Észak-Kjongszang (경북 경주시 구황동 103)                                                                   | 1962. december 20. |                                                                 |
| 38.  |     | A Koszon templom háromszintes pagodája (경주 고선사지 삼층석탑 Kjongdzsu Koszonszadzsi szamcshung szokthap)                                                                                | Kjongdzsu, Észak-Kjongszang (경북 경주시 일정로 186, 국립경주박물관 (인왕동)                                           | 1962. december 20. |                                                                 |
| 39.  |     | A navolli ötszintes pagoda (경주 나원리 오층석탑 Kjongdzsu Navolli ocshung szokthap) | Kjongdzsu, Észak-Kjongszang (경북 경주시 현곡면 라원리 676)                                                            | 1962. december 20. |                                                                 |
| 40.  |     | A Csonghje templom tizenhárom szintes pagodája (경주 정혜사지 십삼층석탑 Kjongdzsu Csonghjeszadzsi sipszamcshung szokthap)                                                                 | Kjongdzsu, Észak-Kjongszang (경북 경주시 안강읍 옥산리 1654)                                                           | 1962. december 20. |                                                                 |
| 41.  |     | Az egykori Jongdu templom vas zászlótartó oszlopa (청주 용두사지 철당간 Cshongdzsu Jongduszadzsi csholtanggan)                                                                             | Cshongdzsu, Észak-Cshungcshong (충북 청주시 상당구 남문로2가 48-19)                                                    | 1962. december 20. |                                                                 |
| 42.  |     | A Szonggvang templom fából faragott Buddha-triptichonja (순천 송광사 목조삼존불감 Szuncshon Szonggvangsza mokcso szamdzson pulgam)                                                         | Szuncshon, Dél-Csolla (전남 순천시 송광면 송광사안길 100, 송광사 (신평리)                                              | 1962. december 20. |                                                                 |
| 43.  |     | Kodzsong korjói király dekrétuma (혜심고신제서 Hjesimgosindzseszo) | Szonggvang templom, Szuncshon, Dél-Csolla (전남 순천시 송광면 송광사안길 100, 송광사 (신평리)                          | 1962. december 20. |                                                                 |
| 44.  |     | A Porim templom háromszintes kőpagodái és kőlámpása (장흥 보림사 남ㆍ북 삼층석탑 및 석등 Csanghum Porimsza nam-puk szamcshung szokthap mit szokthung)                                      | Csanghung, Dél-Csolla (전남 장흥군 유치면 봉덕리 45 보림사)                                                            | 1962. december 20. |                                                                 |
| 45.  |     | A Puszok templom ülő agyagbuddhája (영주 부석사 소조여래좌상 Jogndzsu Puszoksza szodzsojore csvaszang)                                                                                     | Jongdzsu, Észak-Kjongszang (경북 영주시 부석면 북지리 149 부석사)                                                      | 1962. december 20. |                                                                 |
| 46.  |     | Falfestmény a Puszok templom Csoszadang termében (부석사조사당벽화 Puszoksza Csoszadang pjokhva)                                                                                           | Jongdzsu, Észak-Kjongszang (경북 영주시 부석면 북지리 149 부석사)                                                      | 1962. december 20. |                                                                 |
| 47.  |     | Csingam mester sztéléje a Sszanggje templomban (하동 쌍계사 진감선사탑비 Hadong Sszanggjesza Csingamszonsza thappi)                                                                        | Hadong, Dél-Kjongszang (경남 하동군 화개면 쌍계사길 59, 쌍계사 (운수리)                                                | 1962. december 20. |                                                                 |
| 48.  |     | A Voldzsong templom kilencszintes oktagon pagodája (평창 월정사 팔각 구층석탑 Phjongcshang Voldzsongsza phalgak kucshung szokthap)                                                         | Phjongcshang, Kangvon (강원 평창군 진부면 오대산로 374-8, 월정사 (동산리)                                              | 1962. december 20. |                                                                 |
| 49.  |     | A Szudok templom Teungdzson csarnoka (예산 수덕사 대웅전 Jeszann Szudoksza Teungdzson) | Jeszan, Észak-Cshungcshong (충남 예산군 덕산면 사천2길 79, 수덕사 (사천리)                                             | 1962. december 20. |                                                                 |
| 50.  |     | A Hethalmun kapu a Dogap templomban (영암 도갑사 해탈문 Jongam Dogapsza Hethalmun) | Jongam, Dél-Csolla (전남 영암군 군서면 도갑사로 306, 도갑사 (도갑리)                                                   | 1962. december 20. |                                                                 |
| 51.  |     | Korjo-kori kangnungi fogadó kapuja (강릉 임영관 삼문 Kangnung Imjonggvan szammun) | Kangnung, Kangvon (강원 강릉시 임영로131번길 6 (용강동)                                                                | 1962. december 20. |                                                                 |
| 52.  |     | A Hein-templom Csangkjong Phandzson épülete, ahol a Tripitaka Koreana táblákat őrzik (합천 해인사 장경판전 Hapcshon Heinsza Csangkjong Phandzson)                                          | Hapcshon, Dél-Kjongszang (경남 합천군 가야면 해인사길 122, 해인사 (치인리)                                             | 1962. december 20. |                                                                 |
| 53.  |     | A Jongok templom keleti sztúpája (구례 연곡사 동 승탑 Kurje Jongoksza tong szuthap) | Kurje, Dél-Csolla (전남 구례군 토지면 피아골로 806-16, 연곡사 (내동리)                                                 | 1962. december 20. |                                                                 |
| 54.  |     | A Jongok templom északi sztúpája (구례 연곡사 북 승탑 Kurje Jongoksza puk szuthap) | Kurje, Dél-Csolla (전남 구례군 토지면 피아골로 806-16, 연곡사 (내동리)                                                 | 1962. december 20. | Archiválva 2016. március 5-i dátummal a Wayback Machine-ben     |
| 55.  |     | Phalszangdzson, Popcsu templom (보은 법주사 팔상전 Poun Popcsusza Phalszangdzson) | Poun, Észak-Cshungcshong (충북 보은군 속리산면 법주사로 379, 법주사 (사내리)                                           | 1962. december 20. |                                                                 |
| 56.  |     | A Szonggvang templom Kukszadzson csarnoka (순천 송광사 국사전 Szuncshon Szonggvangsza Kukszadzson)                                                                                         | Szuncshon, Dél-Csolla (전남 순천시 송광면 송광사안길 100, 송광사 (신평리)                                              | 1962. december 20. |                                                                 |
| 57.  |     | Csholgam mester sztúpája, Sszangbong templom (화순 쌍봉사 철감선사탑 Hvaszun Sszangbongsza Csholgamszonszathap)                                                                            | Hvaszun, Dél-Csolla (전남 화순군 이양면 증리 195-1 쌍봉사)                                                             | 1962. december 20. |                                                                 |
| 58.  |     | A Csanggok templom Bhaisadzsjaguru szobra és kőtalapzata (청양 장곡사 철조비로자나불좌상 및 석조대좌 Cshongjang Csanggoksza Csholdzsobirodzsana pulcsvaszang mit szokdzsodedzsva)          | Cshongjang, Dél-Cshungcshong (충남 청양군 대치면 장곡리 14 장곡사)                                                     | 1962. december 20. |                                                                 |
| 59.  |     | Csigvang „nemzeti tanító” emlékműve a Popcshon templomban 원주 법천사지 지광국사탑비 Vondzsu Popcshonszadzsi Csigvangguksza thappi)                                                        | Vondzsu, Kangvon (강원 원주시 부론면 법천리 산70)                                                                      | 1962. december 20. |                                                                 |
| 60.  |     | Oroszlános szeladon tömjéntartó (청자 사자형뚜껑 향로 Cshongdzsa szadzsahjongttukkong hjangno)                                                                                             | Koreai Nemzeti Múzeum, Szöul (서울 용산구 서빙고로 137, 국립중앙박물관 (용산동6가)                                     | 1962. december 20. |                                                                 |
| 61.  |     | Sárkány díszítésű szeladon boroskancsó (청자 어룡형 주전자 Cshongdzsa orjonghjong csudzsonsza)                                                                                             | Koreai Nemzeti Múzeum, Szöul (서울 용산구 서빙고로 137, 국립중앙박물관 (용산동6가)                                     | 1962. december 20. |                                                                 |
| 62.  |     | A Kumszan templom Mirukcson csarnoka (김제 금산사 미륵전 Kimdzse Kumszansza Mirukcson) | Kimdzse, Észak-Csolla (전북 김제시 금산면 모악15길 1, 금산사 (금산리)                                                  | 1962. december 20. |                                                                 |
| 63.  |     | A Tophian templom vas Vairócsana szobra (철원 도피안사 철조비로자나불좌상 Cshorvon Tophiansza csholdzsobirodzsana pulcsvaszang)                                                            | Cshorvon, Kangvon (강원 철원군 동송읍 도피동길 23)                                                                     | 1962. december 20. |                                                                 |
| 64.  |     | Lótuszvirág alakú kőtál a Popcsu templomban (보은 법주사 석련지 Poun Popcsusza szongnjundzsi)                                                                                              | Poun, Észak-Cshungcshong (충북 보은군 속리산면 법주사로 405-9, 법주사 (사내리)                                         | 1962. december 20. | Archiválva 2016. március 5-i dátummal a Wayback Machine-ben     |
| 65.  |     | Egyszarvú alakú szeladon tömjéntartó 청자 기린형뚜껑 향로 Cshongdzsa kirinhjongttukkon hjangno)                                                                                            | Kanszong Művészeti Múzeum, Szöul (서울 성북구 성북로 102-11, 간송미술관 (성북동,간송미술관)                            | 1962. december 20. |                                                                 |
| 66.  |     | Szeladon kundika fűzfa-, mandarinréce-, nád-, lótusz- és bambuszmintázattal (청자 상감연지원앙문 정병 Cshongdzsa szangkamjondzsivonangmun csongpjong))                                     | Kanszong Művészeti Múzeum, Szöul (서울 성북구 성북로 102-11, 간송미술관 (성북동,간송미술관)                            | 1962. december 20. |                                                                 |
| 67.  |     | A Hvaom templom Kakhvangdzson csarnoka (구례 화엄사 각황전 Kurje Hvaomsza Kakhvangdzson)                                                                                                   | Kurje, Dél-Csolla (전남 구례군 마산면 화엄사로 539, 화엄사 (황전리)                                                    | 1962. december 20. |                                                                 |
| 68.  |     | Szeladon váza daru- és felhőmintázattal (청자 상감운학문 매병 Cshongdzsa szangkamunhakmun mepjong)                                                                                         | Kanszong Művészeti Múzeum, Szöul (서울 성북구 성북로 102-11, 간송미술관 (성북동,간송미술관)                            | 1962. december 20. |                                                                 |
| 69.  |     | Érdemleges alattvalói oklevél Sim Dzsibek részére a Csoszon Királyság létrehozásáért tett kivételes szolgálataiért (심지백 개국 원종 공신 녹권 Sim Dzsibek Keguk vondzsong kongsin nokvon) | Tonga Egyetem, Puszan (부산 서구 구덕로 255 (부용동2가,동아대학교)                                                     | 1962. december 20. |                                                                 |
| 70.  |     | Hunmindzsongum (훈민정음) | Kanszong Művészeti Múzeum, Szöul (서울 성북구 성북로 102-11, 간송미술관 (성북동,간송미술관)                            | 1962. december 20. | Archiválva 2014. január 4-i dátummal a Wayback Machine-ben      |
| 71.  |     | Tongguk Csongun, kínai írásjegyek kiejtési szótára, 1. és 6. kötet (동국정운 권1, 6 Tongguk Csongun von 1, 6)                                                                              | Kanszong Művészeti Múzeum, Szöul (서울 성북구 성북로 102-11, 간송미술관 (성북동,간송미술관)                            | 1962. december 20. | Archiválva 2016. március 4-i dátummal a Wayback Machine-ben     |
| 72.  |     | Hármas Buddhaszobor a készítés évének (563) feliratával (금동계미명삼존불입상 Kumdong Kjemijong szamdzson pulipszang)                                                                      | Kanszong Művészeti Múzeum, Szöul (서울 성북구 성북로 102-11, 간송미술관 (성북동,간송미술관)                            | 1962. december 20. | Archiválva 2016. március 5-i dátummal a Wayback Machine-ben     |
| 73.  |     | Hármas Buddhaszobor aranyozott bronz miniatűr fülkével (금동삼존불감 Kumdong szamdzson pulgam)                                                                                             | Kanszong Művészeti Múzeum, Szöul (서울 성북구 성북로 102-11, 간송미술관 (성북동,간송미술관)                            | 1962. december 20. |                                                                 |
| 74.  |     | Kacsa alakú csepegtető (청자 오리모양 연적 Cshongdzsa orimojang jondzsok) | Kanszong Művészeti Múzeum, Szöul (서울 성북구 성북로 102-11, 간송미술관 (성북동,간송미술관)                            | 1962. december 20. |                                                                 |
| 75.  |     | A Phjocshung templomból származó bronz tömjénégető ezüst díszítéssel (표충사 청동 은입사 향완 Phjocshungsza cshongdong unipsza hjangvon)                                                   | Mirjang, Dél-Kjongszang (경남 밀양시 단장면 구천리 산31-2 표충사)                                                      | 1962. december 20. |                                                                 |
| 76.  |     | I Szunsin tábornok hadinaplója, háborús jelentésének vázlata és levelei (이순신 난중일기 및 서간첩 임진장초 I Szunsin Nandzsung ilgi mit szogancshop imdzsincsangcsho)                     | Aszan, Dél-Cshungcshong (충남 아산시 염치읍 현충사길 48)                                                               | 1962. december 20. | Archiválva 2016. március 5-i dátummal a Wayback Machine-ben     |
| 77.  |     | Thamni falu ötszintes kőpagodája (의성 탑리리 오층석탑 Iszong Thamniri ocshung szokthap)                                                                                                   | Iszong, Észak-Kjongszang (경북 의성군 금성면 오층석탑길 5-3 (탑리)                                                     | 1962. december 20. |                                                                 |
| 78.  |     | Aranyozott bronz Maitréja bódhiszattva szobor a három királyság korszakából (금동 미륵보살 반가사유상 Kumdong Mirukposzal pangaszajuszang)                                                 | Koreai Nemzeti Múzeum, Szöul (서울 용산구 서빙고로 137, 국립중앙박물관 (용산동6가)                                     | 1962. december 20. | Archiválva 2016. március 5-i dátummal a Wayback Machine-ben     |
| 79.  |     | Aranyozott bronz ülő Buddhaszobor az Egyesített Silla korából (경주 구황동 금제여래좌상 Kjongdzsu Kuhvang-dong kumdzse joredzsvaszang)                                                     | Koreai Nemzeti Múzeum, Szöul (서울 용산구 서빙고로 137, 국립중앙박물관 (용산동6가)                                     | 1962. december 20. |                                                                 |
| 80.  |     | Aranyozott bronz álló Buddhaszobor az Egyesített Silla korából (경주 구황동 금제여래입상 Kjongdzsu Kuhvang-dong kumdzse joreipszang)                                                       | Koreai Nemzeti Múzeum, Szöul (서울 용산구 서빙고로 137, 국립중앙박물관 (용산동6가)                                     | 1962. december 20. |                                                                 |
| 81.  |     | Álló kő Maitréja bódhiszattva szobor a Kamszan templomból (경주 감산사 석조미륵보살입상 Kjongdzsu Kamszansza szokdzso Mirukposzal ipszang)                                                 | Koreai Nemzeti Múzeum, Szöul (서울 용산구 서빙고로 137, 국립중앙박물관 (용산동6가)                                     | 1962. december 20. |                                                                 |
| 82.  |     | Álló kő Amitábha szobor a Kamszan templomból (경주 감산사 석조아미타여래입상 Kjongdzsu Kamszansza szokdzso Amithajore ipszang)                                                             | Koreai Nemzeti Múzeum, Szöul (서울 용산구 서빙고로 137, 국립중앙박물관 (용산동6가)                                     | 1962. december 20. | Archiválva 2016. március 5-i dátummal a Wayback Machine-ben     |
| 83.  |     | Aranyozott bronz Maitréja bódhiszattva szobor a három királyság idejéből (금동미륵보살반가사유상 Kumdong Mirukposzal pangaszajuszang)                                                      | Koreai Nemzeti Múzeum, Szöul (서울 용산구 서빙고로 137, 국립중앙박물관 (용산동6가)                                     | 1962. december 20. |                                                                 |
| 84.  |     | Sziklába vésett Buddhaábrázolások Szoszanban (서산 용현리 마애여래삼존상 Szoszan jonghjonmi maejore szamdzsonszang)                                                                        | Szoszan, Dél-Cshungcshong (충남 서산시 운산면 용현리 2-10)                                                             | 1962. december 20. | Archiválva 2016. szeptember 21-i dátummal a Wayback Machine-ben |
| 85.  |     | Hármas Buddhaszobor a készítés évének (571) feliratával (금동신묘명삼존불입상 Kumdong sinmjomjong szamdzson pulipszang)                                                                    | Samsung Művészeti Múzeum, Szöul (서울 용산구 이태원로55길 60-16, 삼성미술관 리움 (한남동)                              | 1962. december 20. |                                                                 |
| 86.  |     | Kjongcshonsza pagoda (개성 경천사지 십층석탑 Keszong Kjongcshonszadzsi sipcshung szokthap)                                                                                                 | Koreai Nemzeti Múzeum, Szöul (서울 용산구 서빙고로 137, 국립중앙박물관 (용산동6가)                                     | 1962. december 20. | Archiválva 2014. január 1-i dátummal a Wayback Machine-ben      |
| 87.  |     | Aranykorona az Aranykorona-sírból (금관총 금관 및 금제 관식 Kumgvancshong kumgvan mit kumdzse kvansik)                                                                                     | Kjongdzsui Nemzeti Múzeum, Kjongdzsu, Észak-Kjongszang (경북 경주시 일정로 186 국립경주박물관)                         | 1962. december 20. |                                                                 |
| 88.  |     | Aranyöv az Aranykorona-sírból (금관총 금제 허리띠 Kumgvancshong kumdzse horitti) | Kjongdzsui Nemzeti Múzeum, Kjongdzsu, Észak-Kjongszang (경북 경주시 일정로 186 국립경주박물관)                         | 1962. december 20. |                                                                 |
| 89.  |     | Phenjani arany övcsat (평양 석암리 금제 띠고리 Phjongjang Szogamni kumdzse ttigori) | Koreai Nemzeti Múzeum, Szöul (서울 용산구 서빙고로 137, 국립중앙박물관 (용산동6가)                                     | 1962. december 20. |                                                                 |
| 90.  |     | Silla korabeli aranyfülbevaló (경주 부부총 금귀걸이 Kjongdzsu Pubucshong kumgügori) | Koreai Nemzeti Múzeum, Szöul (서울 용산구 서빙고로 137, 국립중앙박물관 (용산동6가)                                     | 1962. december 20. |                                                                 |
| 91.  |     | Lovast formázó rituális edény a Silla időszakból (도기 기마인물형 명기 Togi kimainmulhjong mjonggi)                                                                                        | Koreai Nemzeti Múzeum, Szöul (서울 용산구 서빙고로 137, 국립중앙박물관 (용산동6가)                                     | 1962. december 20. |                                                                 |
| 92.  |     | Szeladon kundika ezüst fűzfa- és récemintázattal (청동 은입사 포류수금문 정병 Cshongdong unipsza phorjuszugummun csongbjong)                                                               | Koreai Nemzeti Múzeum, Szöul (서울 용산구 서빙고로 137, 국립중앙박물관 (용산동6가)                                     | 1962. december 20. |                                                                 |
| 93.  |     | Fehér porcelán korsó máz alatti vas díszítéssel (szőlő és majom) (백자 철화포도원숭이문 항아리 Pekcsa csholhva phodovonszungimun hangari)                                                  | Koreai Nemzeti Múzeum, Szöul (서울 용산구 서빙고로 137, 국립중앙박물관 (용산동6가)                                     | 1962. december 20. |                                                                 |
| 94.  |     | Dinnye alakú szeladon palack (청자 참외모양 병 Cshongdzsa cshamömojang pjong) | Koreai Nemzeti Múzeum, Szöul (서울 용산구 서빙고로 137, 국립중앙박물관 (용산동6가)                                     | 1962. december 20. | Archiválva 2016. március 5-i dátummal a Wayback Machine-ben     |
| 95.  |     | Áttört csipkemintázatú szeladon tömjéntartó (청자 투각 칠보문 뚜껑 향로 Cshongdzsa thugak cshilbomun ttukkong hjangno)                                                                     | Koreai Nemzeti Múzeum, Szöul (서울 용산구 서빙고로 137, 국립중앙박물관 (용산동6가)                                     | 1962. december 20. |                                                                 |
| 96.  |     | Teknős alakú szeladon csepegtető (청자 구룡형 주전자 cshongdzsa kurjonghjong csudzsondzsa)                                                                                                 | Koreai Nemzeti Múzeum, Szöul (서울 용산구 서빙고로 137, 국립중앙박물관 (용산동6가)                                     | 1962. december 20. |                                                                 |
| 97.  |     | Szeladon mebjong (maebyeong) váza arabeszk- és lótuszdíszítéssel (청자 음각 연화 당초문 매병 Cshongdzsa umgak jonhva dangcshomun mebjong)                                                  | Koreai Nemzeti Múzeum, Szöul (서울 용산구 서빙고로 137, 국립중앙박물관 (용산동6가)                                     | 1962. december 20. |                                                                 |
| 98.  |     | Szeladon korsó bazsarózsa-díszítéssel (청자 상감모란문 항아리 Cshongdzsa szanggammoranmun hangari)                                                                                         | Koreai Nemzeti Múzeum, Szöul (서울 용산구 서빙고로 137, 국립중앙박물관 (용산동6가)                                     | 1962. december 20. |                                                                 |
| 99.  |     | A Kalhang templom háromszintes kőpagodái (김천 갈항사지 동ㆍ서 삼층석탑 Kimcshon Kalhangszadzsi tong-szo szamcshung szokthap)                                                              | Koreai Nemzeti Múzeum, Szöul (서울 용산구 서빙고로 137, 국립중앙박물관 (용산동6가)                                     | 1962. december 20. |                                                                 |
| 100. |     | A Namgjevon templom hétszintes kőpagodája (개성 남계원지 칠층석탑 Keszang Namgjevondzsi cshilcshung szokthap)                                                                              | Koreai Nemzeti Múzeum, Szöul (서울 용산구 서빙고로 137, 국립중앙박물관 (용산동6가)                                     | 1962. december 20. |                                                                 |

### Továbbiak
- 101–200
- 201–300
- 301–400

## Fordítás
- Ez a szócikk részben vagy egészben  a(z)   대한민국의 국보 (제1호 ~ 제100호) című koreai Wikipédia-szócikk ezen változatának fordításán alapul.  Az eredeti cikk szerkesztőit annak laptörténete sorolja fel. Ez a jelzés csupán a megfogalmazás eredetét és a szerzői jogokat jelzi, nem szolgál a cikkben szereplő információk forrásmegjelöléseként.